# Zagàrskaia
Zagàrskaia (en rus: Загарская) és un poble de la República de Komi, a Rússia, segons el cens del 2010 tenia 250 habitants.